# St. Galler Hallenhandball-Meisterschaften 1951
Die St. Galler Hallenhandball-Meisterschaften 1951 waren die 2. St. Galler Hallenhandball-Meisterschaften.

## Klasse A
| Pl.                           |  | Verein                   | Sp. | S | U | N | Tore    | Diff. | Punkte |
| ----------------------------- |  | ------------------------ | --- | - | - | - | ------- | ----- | ------ |
| 1.                            |  | STV Rorschach I          | 3   | 3 | 0 | 0 | 031:120 | +19   | 06:00  |
| 2.                            |  | BTV St. Gallen I (SGM)   | 3   | 2 | 0 | 1 | 021:250 | −4    | 04:20  |
| 3.                            |  | TSV St. Otmar St. Gallen | 3   | 1 | 0 | 2 | 016:230 | −7    | 02:40  |
| 4.                            |  | Pfadi Hospiz I           | 3   | 0 | 0 | 3 | 014:220 | −8    | 00:60  |
| Quelle: , Stand: 1. März 1951 |  |                          |     |   |   |   |         |       |        |

| Vor dem 1. März 1951 | STV Rorschach I | 8 : 5 | TSV St. Otmar St. Gallen | OLMA Halle, St. Gallen |
| Vor dem 1. März 1951 |                 |       |                          | OLMA Halle, St. Gallen |
| Vor dem 1. März 1951 |                 |       |                          | OLMA Halle, St. Gallen |

| Vor dem 1. März 1951 | STV Rorschach I | 10 : 4 | Pfadi Hospiz I | OLMA Halle, St. Gallen |
| Vor dem 1. März 1951 |                 |        |                | OLMA Halle, St. Gallen |
| Vor dem 1. März 1951 |                 |        |                | OLMA Halle, St. Gallen |

| Vor dem 1. März 1951 | STV Rorschach I | 13 : 3 | BTV St. Gallen I | OLMA Halle, St. Gallen |
| Vor dem 1. März 1951 |                 |        |                  | OLMA Halle, St. Gallen |
| Vor dem 1. März 1951 |                 |        |                  | OLMA Halle, St. Gallen |

| Vor dem 1. März 1951 | Pfadi Hospiz I | 4 : 5 | TSV St. Otmar St. Gallen | OLMA Halle, St. Gallen |
| Vor dem 1. März 1951 |                |       |                          | OLMA Halle, St. Gallen |
| Vor dem 1. März 1951 |                |       |                          | OLMA Halle, St. Gallen |

| Vor dem 1. März 1951 | Pfadi Hospiz I | 6 : 7 | BTV St. Gallen I | OLMA Halle, St. Gallen |
| Vor dem 1. März 1951 |                |       |                  | OLMA Halle, St. Gallen |
| Vor dem 1. März 1951 |                |       |                  | OLMA Halle, St. Gallen |

| Vor dem 1. März 1951 | BTV St. Gallen I | 11 : 6 | TSV St. Otmar St. Gallen | OLMA Halle, St. Gallen |
| Vor dem 1. März 1951 |                  |        |                          | OLMA Halle, St. Gallen |
| Vor dem 1. März 1951 |                  |        |                          | OLMA Halle, St. Gallen |

## Klasse B
1. FC Rorschach

- FC Fortuna
- Sportgruppe Helvetia

## Senioren
1. STV St. Gallen

## Junioren
1. STV St. Gallen